# Park Avenue (Aberystwyth)
Park Avenue – stadion piłkarski znajdujący się w Aberystwyth w Walii, na którym swoje mecze rozgrywa zespół Aberystwyth Town F.C. Posiada 2500 miejsc, w tym 1002 siedzących. Rekord frekwencji padł 27 sierpnia 2000 w spotkaniu z Barry Town, które obejrzało 1207 widzów.